# Grænseflade (stof)
 For alternative betydninger, se Grænseflade. (Se også artikler, som begynder med Grænseflade)
En grænseflade (også overflade) er den grænse, der skabes når to forskellige faser mødes. Grænseflader studeres i den tværfaglige overfladevidenskab.
Der er forskellige typer grænseflader:
- Mellem to væsker, som ikke er blandbare, f.eks. olie og vand
- Mellem et uopløseligt fast stof og en væske
- Mellem et fast stof og en gas
- Mellem to faste stoffer
- Mellem en væske og en gas, f.eks. vand og luften ovenover
- Mellem to luftlag